# Jakob II av Skottland
Jakob II, född 16 oktober 1430, död 3 augusti 1460, var kung av Skottland från 1437. Han var son till Jakob I av Skottland och Johanna av Beaufort. 
Jakob II var den ende överlevande sonen till Jakob I, och stöddes av såväl adeln som parlamentet. Under hans minderårighet kämpade två adelspartier om makten i Skottland. Jakob anslöt sig till earlen av Douglas. Partierna försonade sig vid 1440-talets slut, samtidigt som Jakob uppnådde myndig ålder. Han frigjorde sig nu från Douglas inflytande och sökte stöd hos kyrkan. En adlig sammansvärjning under Douglas ledning slutade med att denne mördades av Jakob och hans anhängare led fullständigt nederlag 1455.
1460 ingrep Jakob II på huset Lancasters sida i Rosornas krig och angrep engelska områden i södra Skottland. Han dödades när en kanon exploderade under belägringen av Roxburgh Castle.
Gift med Maria av Gueldres (Marie av Geldern), dotter till Arnold, hertig av Geldern.
Barn:
1. Jakob III av Skottland